# Sindromul Reye
Sindromul Reye este o encefalopatie însoțită de degenerescența grasă a ficatului, hiperamoniemie, sindrom hemoragipar (poate fi indus de aspirină).
Sindromul Reye - hepatită fulminantă si edem cerebral. Este precipitat la copii sub 4 ani tratați cu AAS ca antipiretic in infecții virale (gripa, varicela, hepatita)
Sindromul Reye este caracterizat din punct de vedere clinic prin: vomă și semne de leziuni progresive ale sistemului nervos central, semne de leziuni hepatice și hipoglicemie. Morfologic există o vacuolizare grasă progresivă a ficatului și a tubulilor renali, datorită afectării funcției mitocondriale la nivelul ficatului, rinichiului și creierului, tradusă prin scăderea activității enzimelor mitocondriale.
Debutul este dominat de vomă și ulterior inconștiență care evoluează progresiv, în 1-3 zile, spre convulsii generalizate și comă.
Ficatul este mărit în dimensiuni, dar icterul este în mod caracteristic minim sau absent.
Analizele de laborator relevă: creșterea aminotransferazelor serice (raport ASAT/ALAT cresut anormal, ALAT=alaninaminotransferaza, ASAT=aspartataminotransferaza) și a timpului de protrombină, hipoglicemie, acidoză metabolică și niveluri ridicate de amoniac seric.
Mortalitatea în Sindromul Reye este de aproximativ 50%.
Terapia constă în infuzii cu glucoză 20% și plasmă proaspătă congelată și manitol intravenos pentru a reduce edemul cerebral.
La supraviețuitori nu s-a detectat vreo suferință hepatică cronică.